# Picea mariana
Il peccio nero (Picea mariana (Mill.) Britton, Sterns & Poggenb., 1888) è una specie di peccio, appartenente alla famiglia delle Pinaceae, originaria del Nord America.

## Etimologia
Il nome generico Picea, utilizzato già dai latini, potrebbe, secondo un'interpretazione etimologica, derivare da Pix picis = pece, in riferimento all'abbondante produzione di resina. Il nome specifico mariana, secondo una prima interpretazione, significa della Vergine Maria; Una seconda interpretazione, fa riferimento al Maryland, zona peraltro dove la specie non è endemica, ma che nel diciottesimo secolo era creduta essere molto più estesa dai botanici del periodo.

## Descrizione

### Portamento
Albero che può raggiungere i 25-30 m di altezza (ma in gran parte del suo areale di solito ridotto a 5-10 m), con tronco monopodiale diritto o ricurvo, che può raggiungere 50-60 cm di diametro; i rami del primo ordine sono generalmente corti e snelli, pendenti. I rami del secondo ordine, anch'essi corti, sono fitti, soprattutto in prossimità della cima. La chioma è variabile ma generalmente stretta, conica, o colonnare, con i rami inferiori che spesso arrivano a terra. I virgulti sono corti e snelli, giallastri o rossastri e ricoperti di una fitta pubescenza nel secondo anno, poi glabri a partire dal terzo anno; i pulvini sono piccoli e lievemente appuntiti.

### Foglie
Le foglie sono aghiformi, di colore verde glauco o verde scuro superiormente, verdi con bande bianco-bluastre inferiormente, lunghe 0,8-1,2 cm, lineari, con sezione rombica e punte pungenti; hanno stomi su entrambe le pagine (1-2 linee su quella superiore, 3-4 linee in quella inferiore). Le gemme vegetative sono ovoidali-coniche, lunghe 5-6 mm, lievemente resinose; hanno perule triangolari, pubescenti, di colore porpora o marrone-purpureo, persistenti per anni.

### Fiori
Sono strobili maschili marroni-giallastri, ascellari e spesso numerosi, lunghi 1-1,5 cm.

### Frutti
I coni femminili sono sessili o obliquamente peduncolati, ovoidali o sub-globulari, spesso a gruppi numerosi e disposti nella parte alta della chioma, lunghi 2-3,5 cm e larghi 1,5-2 cm, inizialmente rossastri o viola-scuro, poi marrone-rosso o porpora-scuro, a volte persistenti per anni prima di cadere a terra. I macrosporofilli sono obovati-sub-orbicolari, inizialmente rigidi poi fragili, con superficie lievemente rugosa, striata e glabra. Le brattee sono rudimentali, ligulate, lunghe 1,2 mm, totalmente incluse. I semi, di color marrone nerastro, sono ovoidali-cuneati e lunghi 2 mm; hanno la parte alata di colore arancione-marrone, ovata, lunga 5-8 mm.

### Corteccia
La corteccia è grigia o grigio-nerastra, rugosa e scanalata, con la parti esposte di recente di colore marrone.

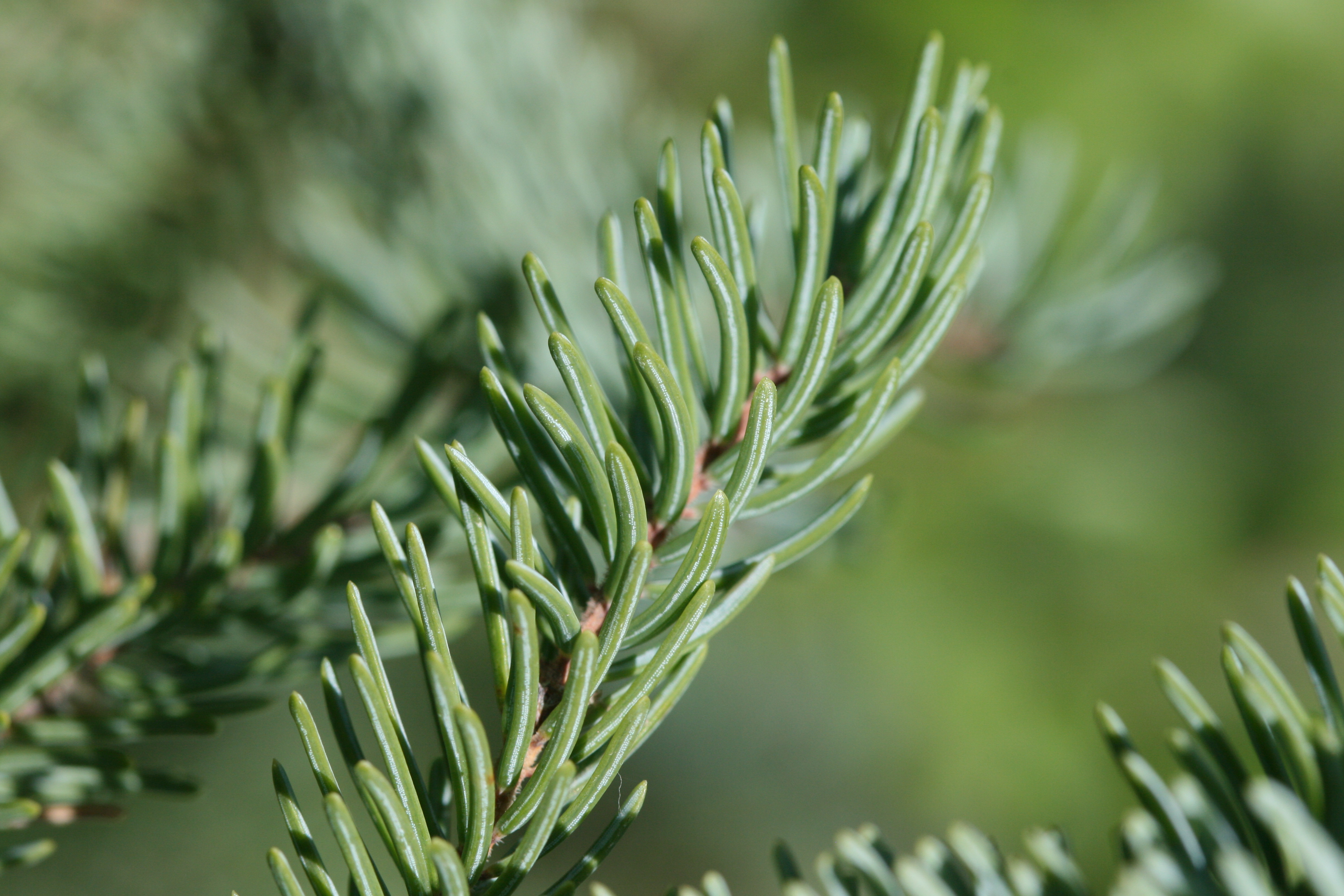
Aghi
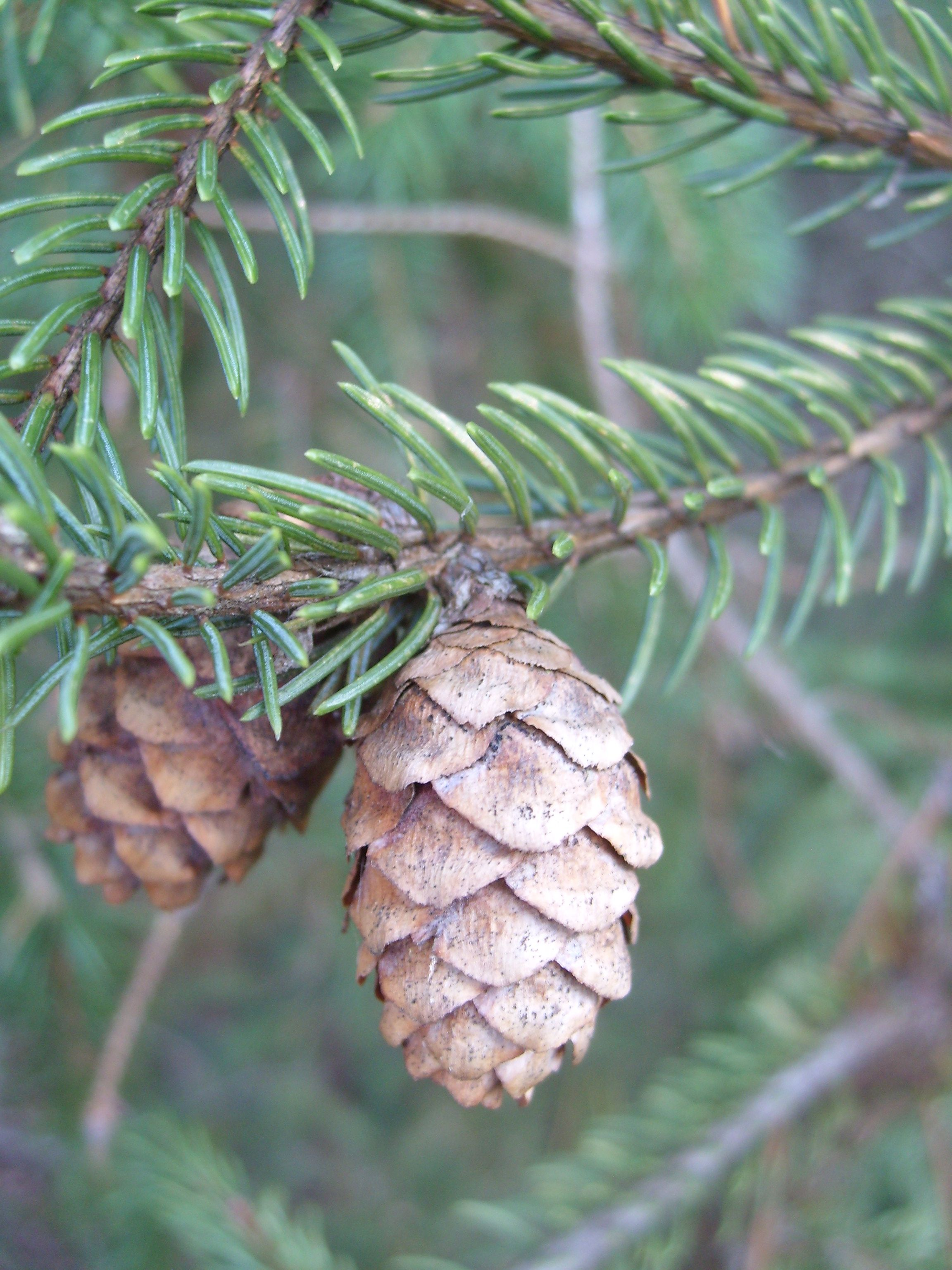
Cono femminile maturo
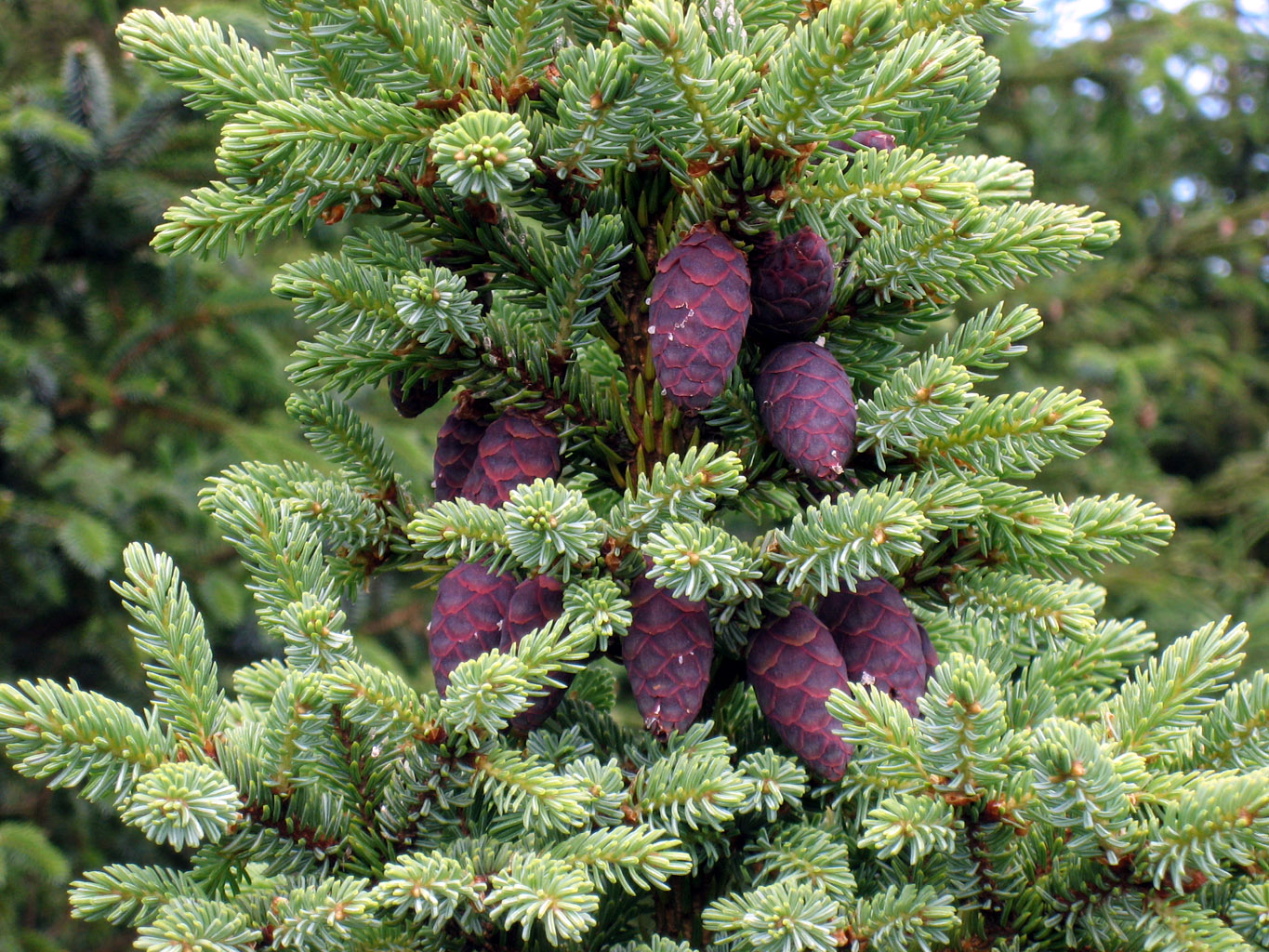
Giovani coni femminili
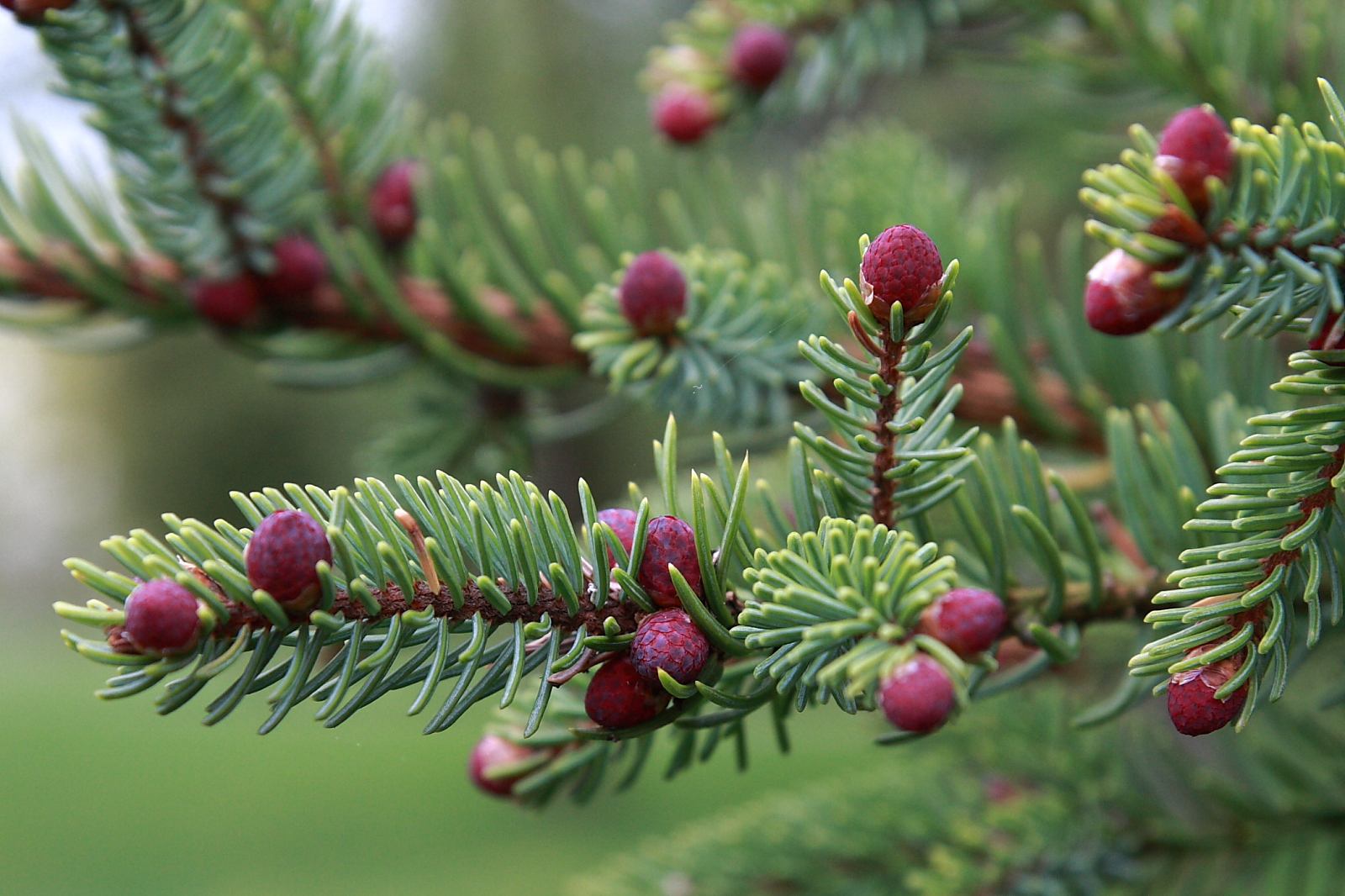
Strobili maschili
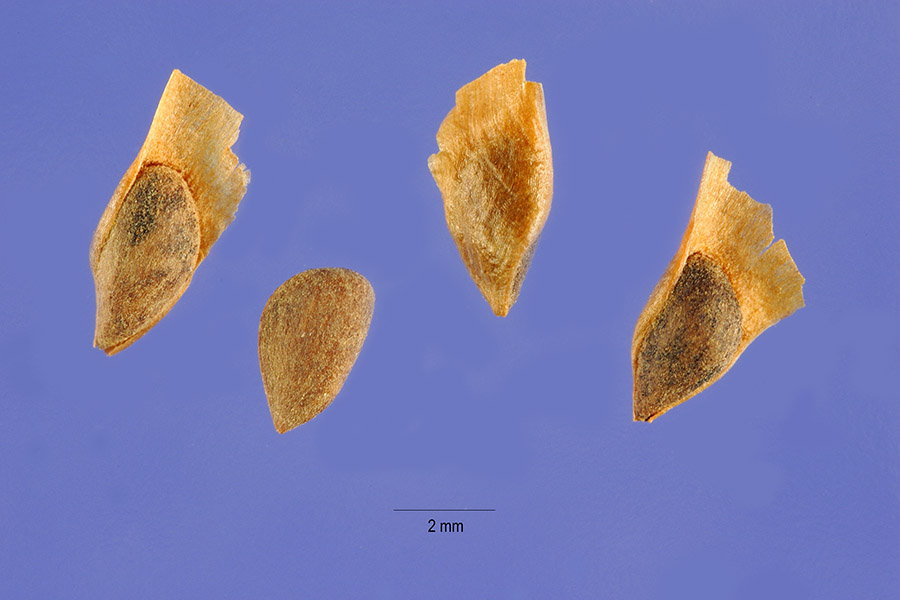
Semi
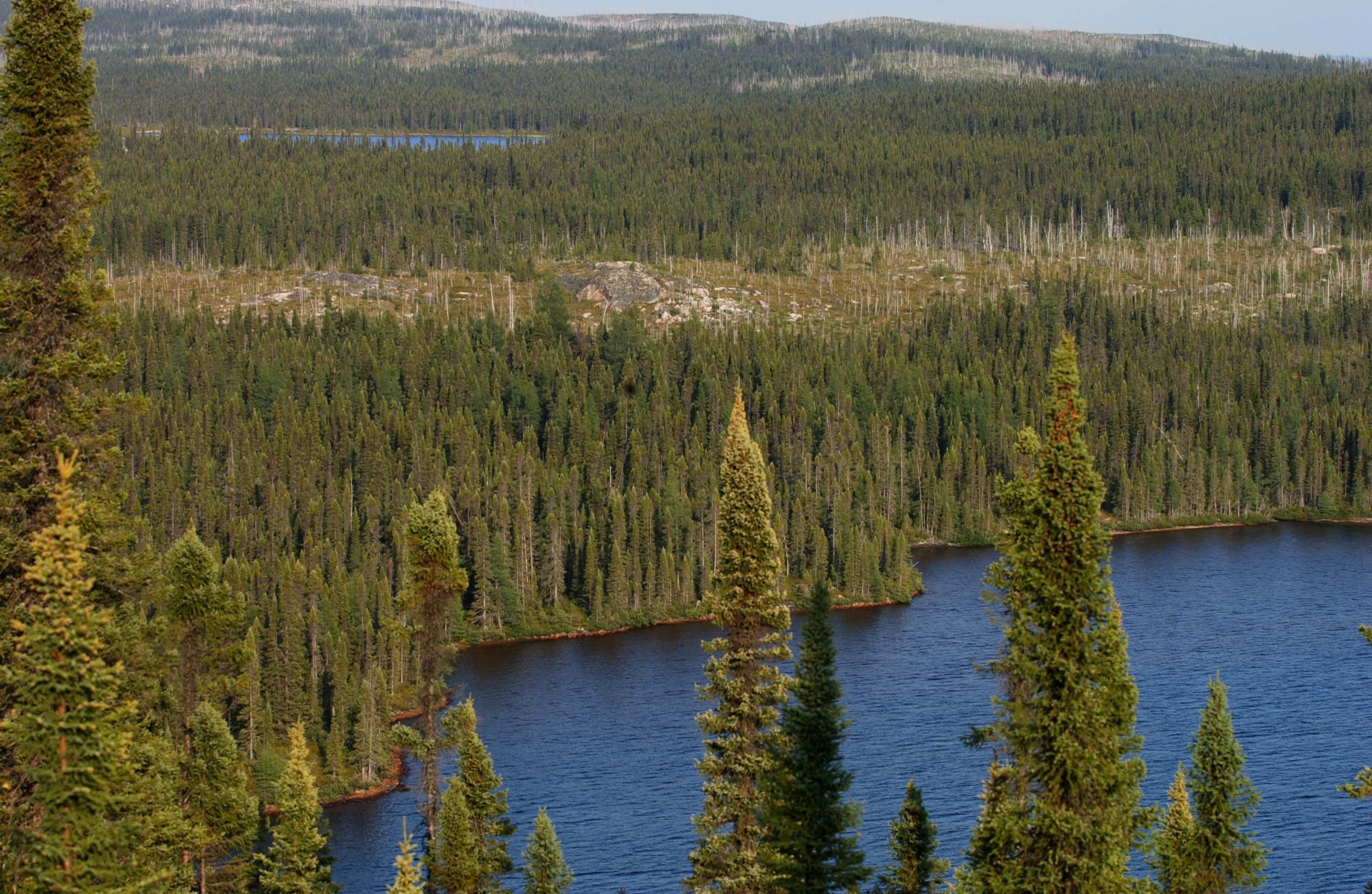
Foresta di pecci neri

## Distribuzione e habitat
Nativo del Canada (Ontario, Nuova Scozia, Territori del Nord-Ovest, Saskatchewan, Yukon, Terranova, Manitoba, Isola del Principe Edoardo, Columbia Britannica, Labrador, Alberta, Québec e Nuovo Brunswick) e degli Stati Uniti d'America (Vermont, Wisconsin, Minnesota, Rhode Island, Alaska, Massachusetts, Maine, New Hampshire, Connecticut, Michigan e Pennsylvania). Vegeta prevalentemente in zone fangose e pantani, a volte caratterizzati dalla presenza di permafrost, dai 150 ai 800 m di quota, con il limite superiore che si alza fino a 1500-1800 m sulle Montagne Rocciose Canadesi; predilige suoli acidi, torbosi. Il clima dell'habitat è freddo, con precipitazioni annue variabili tra 200 e 1400 mm, con stagione vegetativa variabile in durata tra i 25 e i 160 giorni. Si rinviene in formazioni pure nelle zone a torbiera o con permafrost caratterizzate dalla presenza di Sphagnum. Altrove predominano le formazioni miste con Picea laxa, Pinus banksiana e Abies balsamea; nelle zone elevate con Abies lasiocarpa e Pinus contorta e nelle zone ripopolate dopo incendi con Populus tremuloides. Nella parte sud-orientale dell'areale le associazioni più frequenti sono con Chamaecyparis thyoides, Larix laricina, Populus balsamifera, Acer rubrum, Ulmus americana e Fraxinus nigra.

## Tassonomia
Nel Canada orientale può ibridarsi naturalmente con P. rubens, mentre l'ibridazione con P. glauca non è stata accertata con sicurezza.

### Sinonimi
Numerosi sono i sinonimi:
- Abies mariana Mill.
- Abies nigra (Castigl.) Du Roi
- Peuce rubra Rich.
- Picea brevifolia Peck
- Picea brevifolia var. semiprostrata Peck
- Picea mariana var. beissneri Rehder
- Picea mariana var. brevifolia (Peck) Rehder
- Picea mariana f. empetroides Vict. & J.Rousseau
- Picea mariana var. fastigiata (Rehder) Rehder
- Picea mariana f. fastigiata Rehder
- Picea mariana f. grisea Vict.
- Picea mariana f. nana (Beissn.) Rehder
- Picea mariana var. semiprostrata (Peck) Teeri
- Picea mariana f. semiprostrata (Peck) S.F.Blake
- Picea mariana f. squamea Vict.
- Picea nigra (Du Roi) Link
- Picea nigra var. brevifolia (Peck) Rehder
- Picea nigra var. fastigiata Carrière
- Picea nigra var. nana Beissn.
- Picea nigra var. semiprostrata (Peck) Brainerd, L.R.Jones & Eggl.
- Picea nigra var. virgata Rehder
- Pinus abies var. mariana (Mill.) Münchh.
- Pinus canadensis var. nigra Castigl.
- Pinus marylandica Antoine
- Pinus nigra Aiton

## Usi
Il peccio nero ha una grande importanza economica per lo sfruttamento del suo legno, utilizzato nell'industria cartaria soprattutto nella parte orientale dell'areale. Il legno è leggero e duro, molto chiaro di colore. Seppur in declino, è uno dei pochi pecci nordamericani utilizzati come alberi di Natale, per la chioma con forma compatta in età giovanile. Le proprietà aromatiche di questo peccio vengono sfruttate nella produzione di una sorta di birra, utilizzando gli aghi, mentre i virgulti e le gemme resinose vengono trattati e distillati per ottenere un olio aromatico utilizzato in cosmesi. Vi sono evidenze che una bevanda ricavata dagli aghi, ricca in vitamina c, salvò nel diciottesimo secolo i primi abitanti inglesi insediati nella Baia di Hudson, dalle conseguenze letali dello scorbuto; un altro utilizzo storico e accertato è l'utilizzo delle radici, da parte dei nativi americani, per legare insieme le parti delle canoe realizzate con la corteccia di betulla, sfruttando le loro proprietà elastiche per tenere strette le cuciture. In commercio, inoltre, esistono varie cultivar di questa specie, apprezzata in orticoltura per la sua crescita lenta e compatta, e per il colore della chioma dai particolari riflessi bluastri.

## Conservazione
Con un areale vastissimo e una presenza molto numerosa all'interno dello stesso, il peccio nero viene classificato come specie a rischio minimo (least concern in inglese) nella Lista rossa IUCN.